# 社町駅
社町駅（やしろちょうえき）は、兵庫県加東市河高（こうたか）大谷口にある、西日本旅客鉄道（JR西日本）加古川線の駅である。

## 概要
加古川駅が管理している無人駅ではあるが、自動券売機が設置されている。加古川方面ホームにある駅舎の横には地球儀を模した交流ふれあい館が併設されている。
駅名は2006年（平成18年）に市町村合併により消滅した加東郡社町に由来しているが、駅の所在地は旧加東郡滝野町域である。現在はその合併で誕生した加東市の代表駅となっている。

## 歴史
- 1913年（大正2年）8月10日：播州鉄道 国包駅（現在の厄神駅） - 西脇駅間の開通と同時に、社口駅として開業[2][1][4]。旅客・貨物の取扱を開始[2]。
- 1916年（大正5年）11月22日：播鉄社駅に改称[2][1][5]。
- 1923年（大正12年）12月21日：路線譲渡により播丹鉄道の駅となる[6]。
- 1943年（昭和18年）6月1日：播丹鉄道の国有化により、鉄道省加古川線の駅となる[7]。同時に社町駅に改称[2][1]。
- 1974年（昭和49年）10月1日：貨物の取扱を廃止[2]。
- 1985年（昭和60年）3月14日：荷物扱い廃止[2]。
- 1987年（昭和62年）4月1日：国鉄分割民営化により西日本旅客鉄道（JR西日本）の駅となる[2]。
- 1990年（平成2年）
  - 6月1日：加古川鉄道部発足により、その管轄となる[8]。
  - 10月1日：無人駅化。
- 2009年（平成21年）7月1日：加古川鉄道部廃止に伴い神戸支社直轄へ変更され、加古川駅が管理するようになる[3]。
- 2016年（平成28年）3月26日：ICカード「ICOCA」の利用が可能となる[9]。ICカード専用簡易改札機で対応。

## 駅構造
地上駅で2面2線の対向式ホームを持ち、列車の行き違いが可能な構造になっている。ホームは谷川寄りの構内踏切で結ばれている。配線構造だけでいえば、加古川方面の線路が直線となっているが、場内・出発信号機が片方向のみのため、逆方向に停車することはできない。
駅前に球体型の待合室と公衆トイレ（水洗・バリアフリー対応）がある。

### のりば
| のりば | 路線     | 方向 | 行先             |
| ------ | -------- | ---- | ---------------- |
| 1      | 加古川線 | 下り | 西脇市・谷川方面 |
| 2      | 加古川線 | 上り | 粟生・加古川方面 |

- 駅舎側のホームが2番のりばである。

## 利用状況
2023年（令和5年）度の1日平均乗車人員は402人である。
近年の1日平均乗車人員の推移は以下の通りである。
| 乗車人員推移 | 乗車人員推移 |
| 年度         | 1日平均人数  |
| ------------ | ------------ |
| 2000         | 310          |
| 2001         | 311          |
| 2002         | 310          |
| 2003         | 297          |
| 2004         | 285          |
| 2005         | 308          |
| 2006         | 345          |
| 2007         | 365          |
| 2008         | 395          |
| 2009         | 386          |
| 2010         | 425          |
| 2011         | 417          |
| 2012         | 400          |
| 2013         | 404          |
| 2014         | 409          |
| 2015         | 425          |
| 2016         | 434          |
| 2017         | 414          |
| 2018         | 448          |
| 2019         | 448          |
| 2020         | 353          |
| 2021         | 373          |
| 2022         | 393          |
| 2023         | 402          |

## 駅周辺
加東市（旧社町）の中心街は、加古川をはさんで東に約2km以上離れている。駅前広場があり、タクシーの待ち合いや神姫バスの乗り入れがある。
- 滝野工業団地
- 加東市観光協会
- 国道349号
- 兵庫県道204号社町停車場線
- 兵庫県道370号野上河高線
- 兵庫県道372号山下飾東線
- 加古川

## バス路線
駅前広場に「社町駅」停留所があり、神姫バスの路線が発着する。
神姫バス
- 71系統
  - 姫路駅（北口）行 / 社（車庫前）行
- 10・14系統
  - 社高校前・嬉野台生涯教育センター・三田駅行
- 無番
  - アスティアかさい行

## 隣の駅
西日本旅客鉄道（JR西日本）
 加古川線
青野ケ原駅 - 社町駅 - 滝野駅